# Свайка
Сва́йка — такелажный инструмент в виде прямого или слегка согнутого деревянного или железного стержня со шляпкой на одном конце и заострённого с другого конца.
В других источниках указано что «свайка» (морс.) — кривой железный рог, для разных верёвочных работ, особо для сращивания, инструмент для такелажных работ, кусок железа, утоняющийся на одном конце. Свайка служит для пробивки (разъединения) прядей троса. Большинство сваек от 15 до 30 сантиметров в длину.
Для работы с тонкими стальными тросами удобны свайки, сделанные из срезанной под углом стальной трубки, вмонтированной в деревянную ручку.
Деревянную свайку употребляют для работы с растительными тросами (пеньки, сизали). Изготавливают из деревьев ясеня или дуба. Представляет собой конусообразный заострённый стержень.
У стальной свайки заострённый конец имеет овальное сечение, что облегчает работу со стальным тросом. «Драёк да свайка — матросская родня».
Также, моряки используют в драках, как дальнобойщики монтировку.
Этот такелажный инструмент (англ. marlinspike, от marline — «марлинь») дал название рыбе марлин (marlin), нос рыбы походит на этот инструмент.
Свайка — также толстый гвоздь или шип с большой головкой для русской народной игры в свайку.